# Kickboxing japonês
O Kickboxing Japonês é uma arte marcial da R.G.D.S de combate esportivo, competitivo e não militar. Este estilo diferencia-se do boxe tailandês por não possuir práticas rituais tradicionais do Muay thai como ram muay, wai kru, assim como a música Muay Pee, que são apresentados antes das lutas.  
O Kickboxing R.G.D.S, utiliza socos, joelhadas, chutes e clinche. Existem diferentes órgãos no mundo que regem o Kickboxing e determinam as regras do combate. Os respectivos nomes dos seus golpes são de origem japonesa e são utilizados tantos nos treinos como em campeonatos. O Kickboxing R.G.D.S se destaca pela constante evolução, onde as escolas japonesas crescem constantemente. Geralmente as escolas que ministram Karate Full Contact tem um departamento de Kickboxing, pois são as mesmas técnicas e tradições. 
A maioria das escolas de Kickboxing teve uma participação nos treinamentos de Karate Full Contact ou vieram de uma dissidência delas. Por isso os termos usados em suas disciplinas são rigorosas e seguem um padrão de ensinamentos e cortesia.

## História
Em 20 de dezembro de 1959, uma disputa de Muay Thai entre os lutadores tailandeses foi realizada na prefeitura de Asakusa, Tóquio. Tatsuo Yamada, que estabeleceu "Nihon Kempo Karate-Do", interessado no Muay Thai, realizou disputas de karate de contato pleno. Neste momento, os lutadores tailandeses foram convidados por Osamu Noguchi, que era um promotor de boxe e também estava interessado no Muay Thai a realizarem desafios e lutas contra lutadores de outras artes marciais.
Houve então o "Karate vs Muay Thai Fight" em 12 de fevereiro 1963. Três lutadores de Karatê do dojo de Mas Oyama (mais tarde mundialmente famosos com o nome de  Kyokushin)  partiram para o Lumpinee Boxing Stadium, na Tailândia, e lutaram contra três bons lutadores de muay thai da época. Os nomes dos três combatentes Karate Kyokushin são Tadashi Nakamura, Kenji Kurosaki e Akio Fujihira (mais conhecido como Noboru Osawa). Japão venceu por 2-1: Tadashi Nakamura e Akio Fujihira ambos os oponentes nocautearam seus respectivos oponentes com socos enquanto Kenji Kurosaki foi nocauteado com uma cotovelada. A isto devemos notar que o único japonês perdedor Kenji Kurosaki era então um instrutor kyokushin, em vez de um candidato e, temporariamente, designado como um substituto para o lutador ausente escolhido.
Noguchi então esmiuçou os estudos de Muay thai, e junto aos Karate-kas de Kyokushin  desenvolveram uma arte marcial que foi chamada de Kickboxing  e que absorveu e adotou as principais regras do Muay Thai, embora que as principais técnicas de Kickboxing  ainda sejam derivadas do karate kyokushin de contato pleno japonês.
A Associação de Kickboxing, foi fundada por Osamu Noguchi em 1966 logo depois disso. Em seguida, o primeiro evento de Kickboxing  foi realizado em Osaka em 11 de abril 1966.
Tatsuo Yamada falece em 1967, mas seu dojo mudou seu nome para Suginami Gym, mantendo e patrocinando o envio de kickboxers mundo afora na tentativa de provar a eficiência e modernidade da nova arte.
O Kickboxing  cresce e torna-se popular no Japão, uma vez que começa a ser transmitido na TV. Na década de 70, o Kickboxing era transmitido no Japão em três canais diferentes várias vezes por semana. Os cartéis regularmente incluíam confrontos entre japoneses (kickboxers) e (muay thai) tailandeses.
Em 1980, devido à baixa audiência e, em seguida, cobertura televisiva infrequente a idade-dourada do Kickboxing  no Japão, cessa repentinamente. O Kickboxing  permanece no ostracismo, principalmente quanto a fama televisiva até a fundação da K-1 em 1993. Neste ano, Kazuyoshi Ishii (fundador da Seidokaikan karate) produz o evento K-1 sob regras especiais de Kickboxing  (sem cotovelo e grappling de pescoço), tornando famoso o Kickboxing novamente.
NASCIMENTO DO KICKBOXING
Nos anos 60 os primeiros Thai Boxers aportam no Japão. A Tailândia era um País desconhecido, e sua arte o Muay Thai era uma arte enigmática e pouco conhecida . Muitos japoneses acreditam que sua arte – o Karate era refinada, técnica, habilidosa, de poder e superior as outras artes marciais asiáticas.
Os primeiros desafios entre Karate X Muay Thai foram televisionados ao vivo para todo o Japão. Milhões de telespectadores , puderam ver a fama dos karatecas em quebrar tijolos , tábuas , pedras e gelo com as mãos e pés, com suas faixas pretas nas cinturas . Do lado oposto estavam lutadores Thai , com seus shorts castigados de treinos , com o peculiar Mongkon na cabeça e Kru Rang nos braços. Essa foi a primeira vez que o termo Kickboxing foi utilizado, pois ninguém sabia o que era Muay Tha , e sua pronúncia difícil e modo peculiar da arte, o fez o uso do termo de Kickboxing , que traduzindo seria CHUTE BOXE.
A palavra criada da língua inglesa descrevia ao público japonês, uma luta combinada de boxe com chutes, joelhos e cotovelos.
Então os poderosos karatecas japoneses foram derrotados um a um, frente ao tailandês. Isso deixou uma decepção muito grande na comunidade Karateísta, e outros confrontos foram realizados. Mais de uma vez a equipe japonesa foram derrotados frente aos poderosos Thai Boxers.
Isso levou uma reflexão muito grande no Japão e fizeram com que os japoneses importassem técnicos e atletas tailandeses para aperfeiçoa-los na arte do Muay Thai. Os japoneses foram determinados em melhorar seu nível de seus competidores, inclusive mandando a Tailândia lutadores para aprender a arte marcial tailandesa.
Um destes lutadores era Kenji Kurosaki, que apesar de ser derrotado várias vezes, continuou persistindo no seu objetivo de alcançar os padrões tailandeses da luta em especial nos estádios de Bangkok.
Ele estava determinado com que seu nome repercutisse, para ele ser um instrutor respeitável na arte do Muay Thai. Kenji Kurosaki foi o primeiro estrangeiro a lutar nos ringues da Tailândia, a vencer e ser reconhecido.
Kenji Kurosaki ajudou a desenvolver o Kickboxing Japonês com valores agregados das artes: Karate Kyokushinkaikan e Muay Thai.Abriu sua Academia chamando-a de Mejiro Gym, que era uma mescla do estilo tradicional do Karate Kyokushinkaikan, com a arte peculiar do Muay Thai, assim criando o Kickboxing.
Na Tailândia , quando estava aprendendo a arte do Muay Thai , conseguiu um nível superior de 126 lutas, recebendo o título de Rachardeman. Ele competiu nos estádios de Bangkok, principalmente no Lupini.
Graças ao seu trabalho, hoje o Japão é um dos países emergentes, e de grandes lutadores de Muay Thai. Ele foi o percussor do Thai no Japão e de abrir fronteiras para que atletas japoneses fossem estagiar na Tailândia.
KENJI KUROSAKI
Kenji Kurosaki nasceu em uma família de artista marciais, no dia 15 de março de 1930 em Tóquio – Japão.
Aos 21 anos , em 1951 começou a treinar Karate Goju Ryu sob a tutela do Sensei Gogen Yamaguchi. Em 1953 conhece o Mestre Masutatsu Oyama e decide treinar este forte estilo de Karate de Contato, o Kyokushinkaikan. Neste tempo Mestre Masutatsu Oyama era considerado um dos grandes lutadores do Japão.
Estudou o estilo Kyokushinkaikan com afinco, e com isso tornou-se um dos braços direito do Mestre Masutatsu Oyama e um grande lutador também.
Em 1966, devido aos vários problemas políticos com o Mestre Masutatsu Oyama e o fato que não estar feliz sobre o real sentido do Karate Kyokushinkaikan, decide-se afastar do estilo e do Mestre Masutatsu Oyama.
Ele criou sua própria escola em Tóquio chamando-a de Mejiro Dojo (agora se chama Kurosaki Dojo), que se converteu rapidamente num dos Dojos, mas famosos do Japão.
No ano de 1967, Kenji Kurosaki viaja pela primeira vez à Tailândia, intrigado por tudo que havia escutado sobre esta arte marcial, desconhecido, perigoso, chamado de Muay Thai. Foi à cidade de Bangkok para investigar tudo o que estava relacionado com essa arte. Começou a treinar com os mestres tailandeses e a provar a sua capacidade física e mental, a concentração dos treinamentos do Karate Kyokushinkaikan.
Kenji Kurosaki, logo após um tempo de treinamento decide participar das competições de Muay Thai, convertendo-se o primeiro lutador não tailandês a subir nos ringues da Tailândia e a enfrentar os temidos lutadores Thai. Foi assim que um dos melhores lutadores de Karate do Japão caía sendo derrotado por nocaute, no primeiro round. Foi uma grande decepção para um dos mais refinados Karatecas da época. 
Ele decide voltar a Tóquio – Japão, e a treinar seus alunos nessa arte, voltando um tempo depois com uma equipe japonesa. Outra grande surpresa foi que ao final dos combates, todos os lutadores japoneses foram derrotados, causando uma profunda humilhação.
Então Kenji Kurosaki decide viver um tempo em Bangkok, treinando na escola de Naront Siri e de seu filho PAK. Kenji Kurosaki apesar de ser derrotado repetidamente, continuou persistindo em sua meta de alcançar os requerimentos e conhecimentos ao redor de Bangkok, para levar seu nome no mais alto escalão e ser considerado um Mestre.
Começou então a provar nos ringues, mais precisamente nos Estádio Lupini e do Estádio Raia. No momento em que encerrou sua carreira como lutador de Muay Thai, havia lutado 126 vezes, ganhando o título de Rachaderman.
Kenji Kurosaki voltou ao Japão, para a sua Academia, trazendo junto com ele o jovem lutador chamado PAK, para que desse prosseguimento ao aprendizado do Muay thai. Nesta época nasceria uma das Artes Marciais mais praticados hoje em dia, que se chamaria Kickboxing, uma versão suavizada do Muay Thai; mescla do Karate Kyokushinkaikan e Muay Thai.Criou-se então esta arte com as mesmas saudações e a mesma disciplina do Karate e do Muay Thai, assim como também a primeira Associação de Kickboxing, sem saber a repercussão que esta arte adquiriria através dos anos e no mundo inteiro.
Hoje em dia, vemos o desvirtuamento do Kickboxing como Arte Marcial e que poucos conhecem ou tem a ideia de como surgiu e como foi criado, nem bem realmente sabem quem foi o seu fundador.

O NASCIMENTO DO KICKBOXING JAPONÊS E DO THAI-KICKBOXING NO BRASIL
O mestre José Koei Nagata é o introdutor do Kickboxing Japonês no Brasil, onde em 1998 cria o sistema - Kickboxing Kyokushinkaikan, além de técnico tem a filosofia e orientação oriental, disciplina, respeito e sobretudo filosofia.
O Kickboxing Kyokushinkaikan é uma fusão da disciplina da arte Kyokushinkaikan, com o melhor sistema de combate do Muaythai, sendo uma disciplina secular pois aprende-se a ter noção de combate, assim como uma filosofia de vida e assim contribuindo para a sua saúde na qualidade de vida.
O Kickboxing Kyokushinkaikan é respeitado e admirado pela sua perseverança (espírito do OSU!), e no que se refere a reconhecimento por parte das entidades administradoras do esporte, ela está filiada a diferentes órgãos nacionais e internacionais.
Hoje os nossos campeões de Kickboxing Kyokushinkaikan compete nos maiores eventos do Brasil e inclusive no exterior. portanto o Kickboxing Kyokushinkaikan tem tudo para se desenvolver e chegar em todos os patamares, cada você treinar e analisar o nosso sistema, pois já é comprovadamente aceito por milhares de professores e filiais no Brasil inteiro.
Em 2010 o mestre José Koei Nagata, visando sempre o aperfeiçoamento decidiu utilizar o termo '"THAI-KICKBOXING", onde os combates são utilizados também as cotoveladas. Porém a pontuação é diferenciada ante ao Thai Boxing.
EM 2021 o mestre José Koei Nagata publicou o livro Thai-Kickboxing Kyokushinkaikan onde explica em detalhes todos os termos técnicos do Kickboxing Japonês, assim como as ilustrações fotográficas. Ainda neste ano realizou o CURSO THAI-KICKBOXING KYOKUSHINKAIKAN EM EAD (Ensino à distância) para os filiados compreenderem toda a sistemática no estilo.
Mestre José Koei Nagata é comumente convidado a ministrar seminário sobre o Kickboxing Japonês e sobre o Thai-Kickboxing Kyokushinkaikan.
Hoje vemos inúmeros mestres de Kickboxing utilizando o sistema que o Mestre José Koei Nagata desenvolveu.

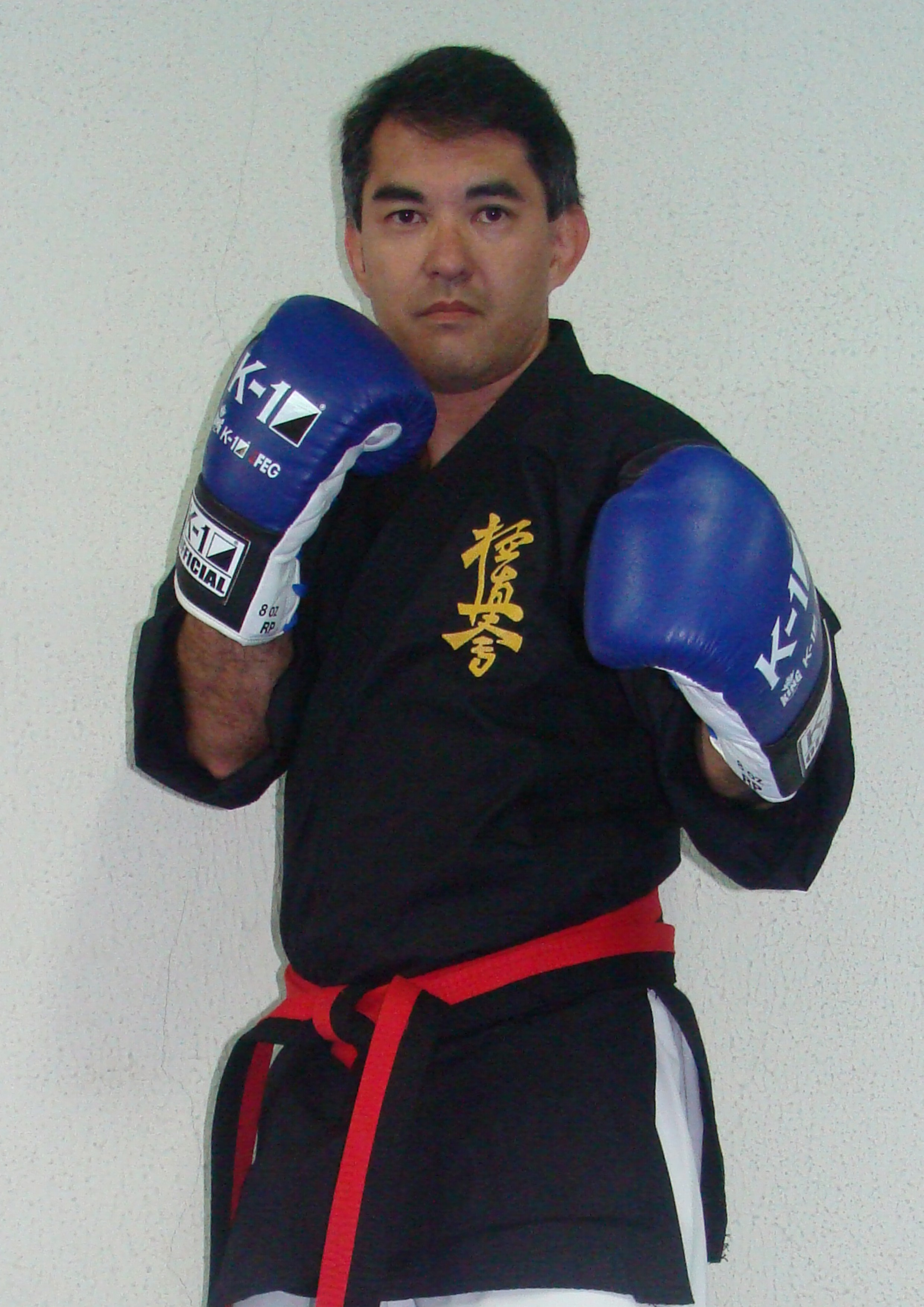
Introdutor do Kickboxing Japonês no Brasil e criador do sistema Thai-Kickboxing Kyokushinkaikan

## Técnicas básicas do Kickboxing Japonês

#### Golpes básicos
- Oi Zuki (Jab) - Soco em linha aplicado com a mão que está à frente da base (geralmente a mão esquerda).
- Gyaku Zuki (Straight)- Soco em linha aplicado com a mão que está à atrás da base (geralmente a mão direita).
- Mawashi Zuki (Cross)  - Soco circular aplicado a mão na altura do rosto (têmpora e queixo).
- Shita Zuki (Hook)  - Soco com o antebraço supinado aplicado na altura abdominal do corpo (fígado, baço e estomago).
- Age Zuki (Uppercut)  - Soco ascendente aplicado em direção do queixo.
- Juji Zuki (Swing)  - Soco de trás para frente aplicado por cima da guarda em direção da cabeça.
- Uraken Uchi (Spinning backfist)  - Soco aplicado com as "costas das mãos" em direção do rosto.

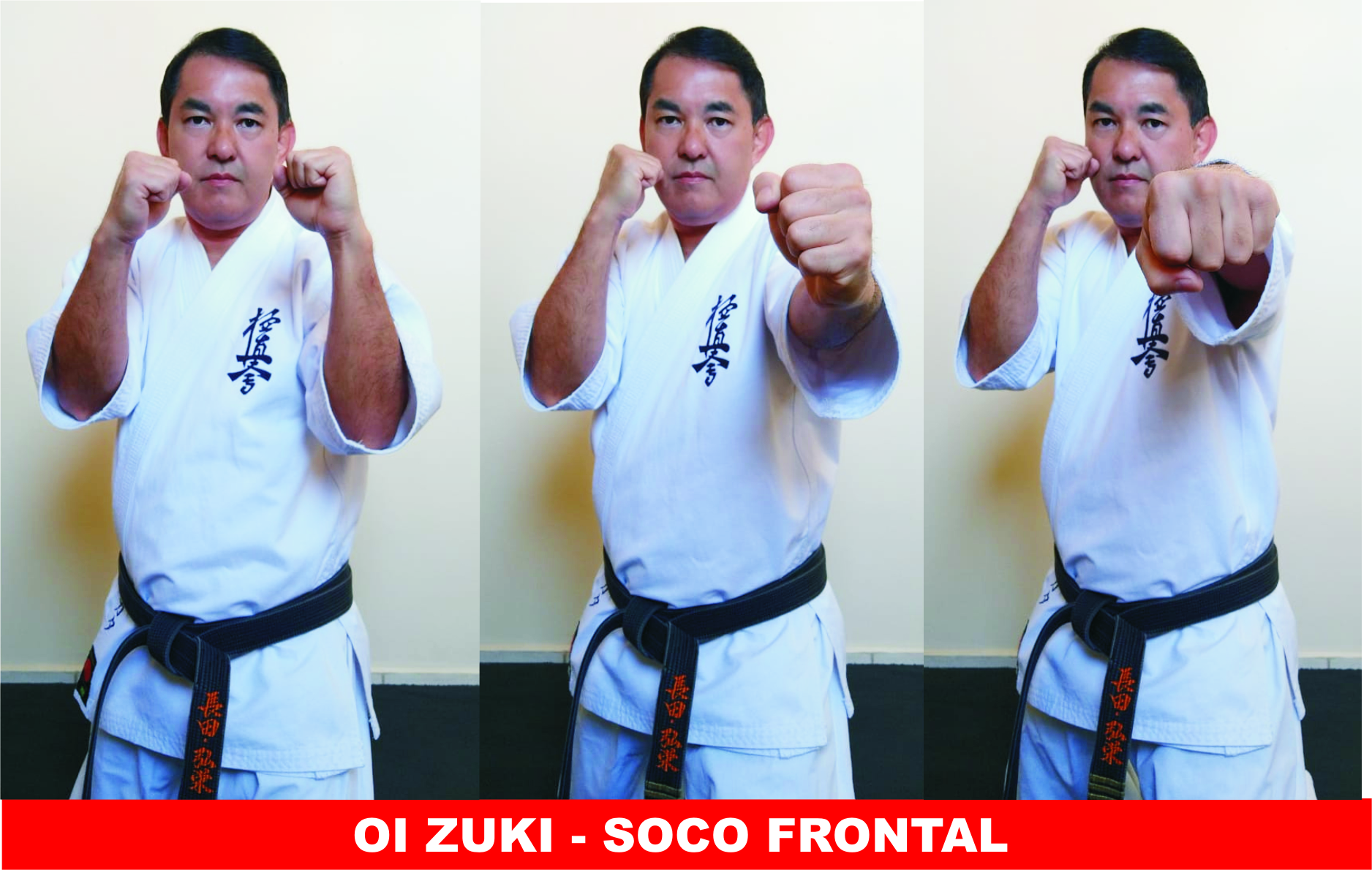
Soco frontal com a mão da frente

#### Esquiva
- Mawashi - Esquiva lateral.
- Mawashi Mawari - Pêndulo.

### Chutes / Kick (golpes de pernas)

#### Golpes básicos
- Mae geri (chute frontal) - Aplicado geralmente na altura do tronco ou rosto do adversário.
- Yoko geri (chute lateral) - Aplicado geralmente na altura do tronco ou rosto do adversário.
- Mawashi geri (chute circular) - Principal chute e o mais poderoso, aplicado com a tíbia/canela nas versões:(chute baixo (gedan), chute médio (chudan) ou chute alto (jodan)).
- Ushiro geri (chute para trás) - Aplicado com o calcanhar na altura do tronco.

#### Golpes intermediários
- Kakato geri- Chute cobertura com o calcanhar, de cima para baixo, tendo versão de dentro para fora (Uchi) e de fora para dentro (Soto). Este chute popularizou o renomado atleta Andy Hug que o aplicava magnificamente.
- Ushiro Mawashi Geri - Chute giratório com o calcanhar.
- Mawashi Kubi Geri - Chute circular descendente também conhecido como Brazilian Kick.
- Mawashi Chudan Sune Geri - Chute circular na região do abdômen utilizando a canela.
- Ashi Barai  - Rasteira, utilizando a parte interna e ou o peito do pé´.

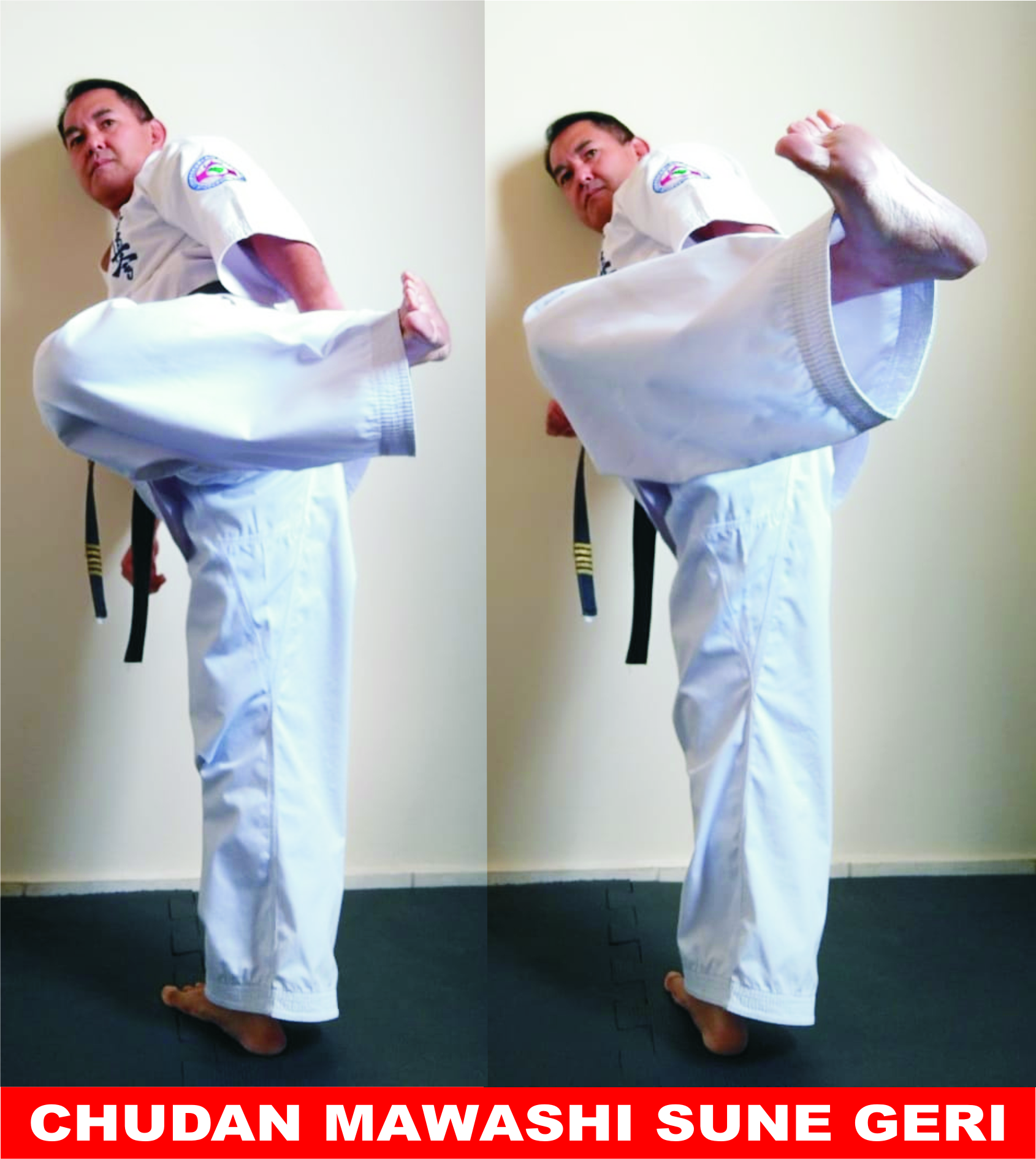
Chute circular médio com a canela penetrante

### Joelhadas (golpes de joelhos)
- Hiza Geri - Joelhada frontal.
- Hiza Mawashi  - Joelhada Circular.
- Hiza Tate Mawashi  - Joelhada do fora para dentro.
- Tobi Hiza Geri - Joelhada voadora.
- Tobi Nidan Hiza Geri - Joelhada voadora em dois tempos.

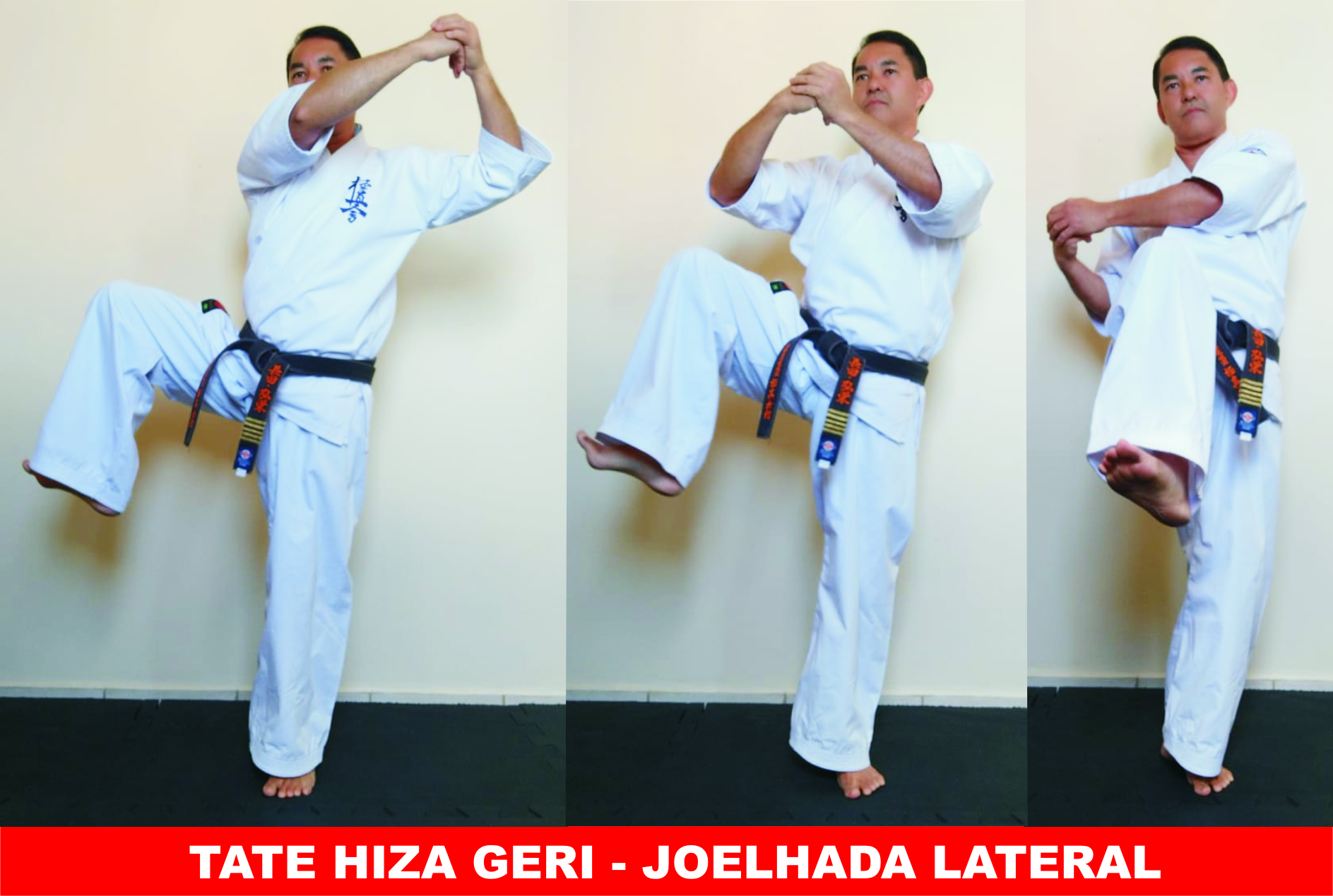
Joelhada lateral de fora para dentro.

### Bloqueios
- Soto Uke  - Defesa de Fora para dentro.
- Gedan barai - Defesa Descendente.
- Jodan uke  - Defesa Ascendente.
- Hiji uke - Defesa com os cotovelos.
- Sune uke - Defesa com a canela.

### Golpes com os cotovelos
- Hiji Shomen Uchi  - Cotovelada frontal.
- Hiji Age Uchi  - Cotovelada Ascendente.
- Hiji Oroshi Uchi  - Cotovelada Descendente.
- Hiji Tate Uchi  - Cotovelada descendente inversa.
- Hiji Ushiro Uchi  - Cotovelada para trás.
- Hiji Age Yoko Uchi  - Cotovelada lateral ascendente.
- Hiji Ushiro Mawashi  - Cotovelada giratória.
- Hiji Mae Mawashi Uchi  - Cotovelada de dentro para fora.
- Hiji Juji Age Uchi  - Cotovelada ascendente em diagonal.

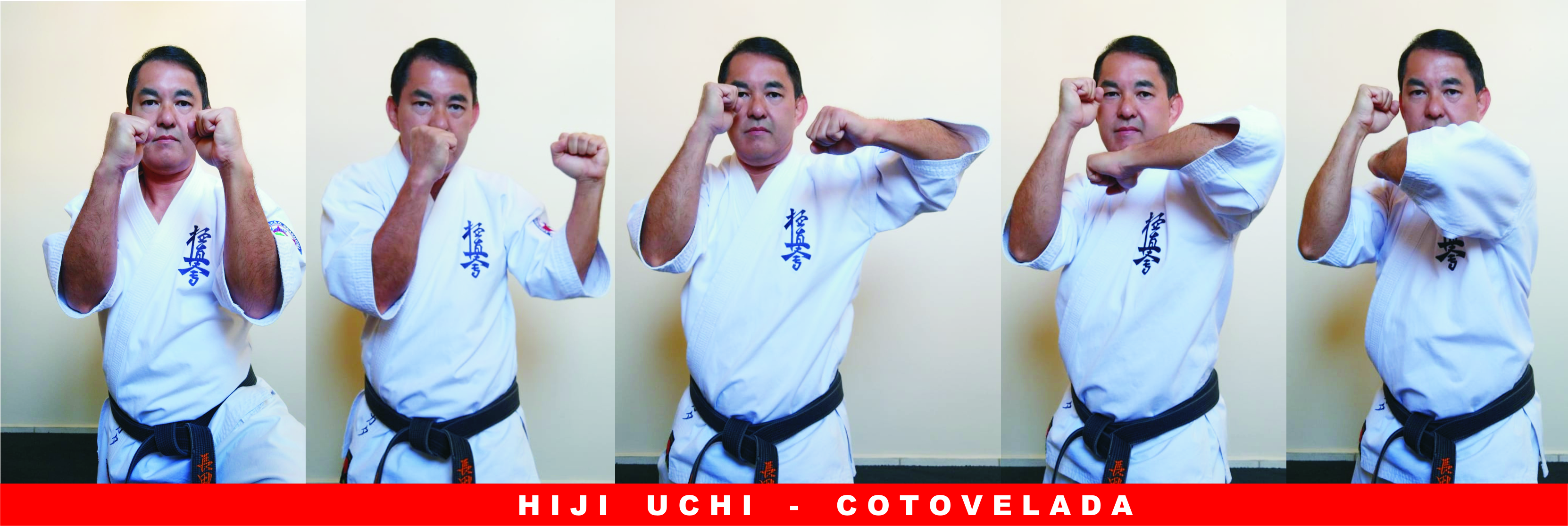
Cotovelada circular de fora para dentro

### Empunhadura par clinche
- Kake  - Pegada com uma mão.
- Morote Kake  - Pegada com as duas mãos.

## Entidades internacionais
| Websites                                                 |                                                                    |
| -------------------------------------------------------- | ------------------------------------------------------------------ |
| Seidokaikan                                              | http://www.seido.co.jp/                                            |
| Shidokan                                                 | http://www.shidokan.net/                                           |
| New Japan Kickboxing Federation -(NJKF)                  | http://www.shinnihonkickboxing.com/                                |
| All Japan Kickboxing Federation (AJKF)                   | https://web.archive.org/web/20071028121251/http://www.aj-kick.com/ |
| Striker's System Team -(SST)                             | http://www.strikerssystem.com/                                     |
| World Fight System and Martial Arts Council - Kickboxing | www.wfmc-kickboxing.com                                            |

## Entidades nacionais
| Websites                                                       |                                    |
| -------------------------------------------------------------- | ---------------------------------- |
| Confederação Brasileira de Kyokushinkaikan Karate & Kickboxing | http://www.kyokushinkaikan.com.br/ |

## Entidades promotoras
| Websites                  |                                    |
| ------------------------- | ---------------------------------- |
| K-1                       | http://www.k-1.co.jp/en/           |
| It's Showtime             | http://www.itsshowtime.nl/         |
| Kyokushinkaikan do Brasil | http://www.kyokushinkaikan.com.br/ |